# بحيرة الحبيل
بحيرة الحبيل هي بحيرة تقع جنوب مدينة بقيق وشرق مدينة العيون وشمال بحيرة الأصفر شرق المملكة العربية السعودية.